# Ovays Azizi
Ovays Azizi (ur. 29 stycznia 1992 w Heracie) – afgański piłkarz, grający na pozycji bramkarza w FC Rosengård 1917. Reprezentant kraju.

## Klub

### Dania
Zaczynał karierę w Danii, w Akademisk BK. W młodzieżowych zespołach tego klubu grał do 2010 roku. Następnie trafił do Alleröd FK. Grał tam od marca do lipca 2010 roku. Później został zawodnikiem IFS Birkerød. W tym klubie spędził 4 lata. Następnie został graczem BK Avarta II, w którym spędził rok. 1 lipca 2015 roku wrócił do IFS Birkerød. 1 lipca 2016 roku został zawodnikiem B1908 Amager, w którym spędził 2 lata. Jego ostatnim duńskim klubem był Kastrup BK, grał tam od 2018 do 2019 roku.

### Epizod na Malediwach
23 maja 2019 roku trafił na Malediwy, do Maziya S&RC. W barwach tego klubu miał okazję brać udział w eliminacjach do pucharu AFC.

### Szwecja
15 lipca 2020 roku wrócił do Skandynawii, podpisując kontrakt ze szwedzkim klubem Ariana FC. 31 stycznia 2022 roku trafił do FC Rosengård 1917.

## Reprezentacja
Ovays Azizi w reprezentacji Afganistanu zadebiutował 3 września 2015 roku w meczu przeciwko reprezentacji Tajlandii (2:0 dla Tajów). Zagrał całe spotkanie. Łącznie do 4 lipca 2022 roku zagrał 32 spotkania.